# Grace Drayton
Grace Drayton, née le 14 octobre 1877 et décédée le 31 janvier 1936, est une illustratrice et autrice de bandes dessinées américaine.

## Biographie

### Jeunesse
Viola Grace Gebbie naît le 14 octobre 1877 à Philadelphie. Elle est la fille de George Gebbie, émigré écossais naturalisé en 1869, un important lithographe de Philadelphie. Bien que son père soit de confession presbytérienne elle reçoit de sa mère une éducation catholique. Elle est la troisième fille et a cinq sœurs et un frère. Son père meurt en 1892 alors qu'elle a 15 ans. La sœur aînée, Mary Elisabeth, prend la suite de son père dans l'entreprise familiale mais elle meurt en 1893 alors qu'elle accouchait. C'est alors George, le garçon de la famille, qui la remplace mais il utilise la société pour blanchir de l'argent criminel et lorsqu'il est arrêté en 1907, la société est mise en banqueroute.

### Premiers travaux

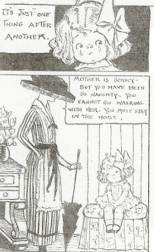
Dimple : comic strip de 1910.

Entretemps, Grace Gebbie a suivi des cours dans des écoles d'art. Elle réalise en 1894 son premier travail d'illustratrice en produisant des marque-places décorés. L'année suivante, elle commence à travailler comme illustratrice indépendante pour des magazines en plaçant un dessin pour la couverture de Truth Magazine. En 1897, elle crée le Philadelphia Plastic Club, devenu plus tard le Plastic Club, qui est un des plus anciens clubs de femmes artistes. En 1904 elle se marie à Theodore E. Wiederseim, Jr. ; elle commence aussi une série d'illustrations, intitulée The Out-of-door Girl pour le magazine Booklover’s Magazine qui présente des femmes indépendantes et sportives. Sous son nom d'épouse, Grace Wiederseim, elle dessine en 1905, sur des scénarios de sa sœur Margaret G. Hays, le comic strips The Adventures of Dolly Drake and Bobby Blake in Storyland pour des journaux de Philadelphie. La collaboration entre les deux sœurs ne s'arrête pas là car Grace illustre les poèmes de Margaret qui paraissent dans des revues comme le Youths' Companion. La même année elle réalise le comic strip intitulé Naughty Toodles. En 1909, à partir du mois d'août, elle travaille de nouveau avec Margaret en créant le strip The Turr'ble Tales of Kaptin Kiddo. En 1910, elle crée la série  Dottie Dimple publiée dans plusieurs journaux puis en 1911 Toodles. Cette même année elle divorce pour épouser W. Heyward Drayton III dont elle divorce en 1923 après qu'il fut convaincu d'adultère. Elle garde cependant le nom de son ex-époux jusqu'à sa mort.
En 1915, elle dessine la série  Dolly Dimples. En 1922, elle expose à New York des tableaux et des dessins. Elle est surtout connue pour ses personnages enfantins qui ont été utilisés, à partir de 1909, dans les publicités pour les soupes Campbell mais elle ne se limite pas à ce genre qui assure sa notoriété et sa fortune. Elle ne cesse de dessiner et peut produire jusqu'à une douzaine d'illustrations en une journée.

### Dernières années
La crise de 1929 la touche de plein fouet et la réduit à la quasi-pauvreté.Son strip Dolly Dimples est arrêté en 1932. En 1935, elle commence le comic strip The Pussycat Princess qui après sa mort sera poursuivi par Ruth Carroll et Ed Anthony jusqu'en 1947. Elle meurt en 1936 d'une maladie du cœur,.

## Analyse

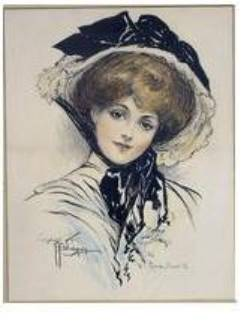
Portrait of a young girl par Grace Drayton daté de 1909.

Le dessin de Grace Drayton se caractérise par son côté «mignon» et maniéré surtout lorsque le sujet est enfantin. Bien que ses personnages de jeunes enfants soient disproportionnés, cela ne signifie pas un manque de maîtrise de la proportion. En effet tous les autres personnages ainsi que les objets ou les décors sont correctement dessinés et sont réalistes.

## Œuvre
Grace Drayton crée dans les années 1910 le comic strip Naughty Toodles. Par la suite elle multiplie les strips mais tous présentent le même genre personnage enfantin mignon. On le retrouve ainsi dans les strips The Strange Adventures of Pussy Pumpkin and her Chum Toddles, The Adventures of Dolly Drake and Bobby Blake in Storyland (1905), The Turr'ble Tales of Kaptin Kiddo (1909) (ces deux derniers sur des scénarios de sa sœur Margaret G. Hays), Dolly Dingle, Dolly Dimples et Dolly Darling.